# Amir Ghafour
Amir Ghafour (in persiano امیر غفور‎; Kashan, 6 giugno 1991) è un pallavolista iraniano, opposto del Rapid Bucarest.

## Carriera

### Club
La carriera di Amir Ghafour inizia nel 2009, con il Barij Essence. Nella stagione 2014-15 passa al Matin Varamin. Nella stagione 2015-16 passa al Paykan, dove resterà per due stagioni, per poi accasarsi nell'annata 2017-18 al Saipa.
Nella stagione 2018-19 firma il suo primo contratto fuori dal suo paese natale, in Italia, giocando in Superlega col Milano, mentre nella stagione successiva, pur restando nello stesso campionato, si accasa alla Lube di Civitanova, aggiudicandosi il campionato mondiale per club e la Coppa Italia. Poco dopo l'inizio del campionato 2020-21 viene ingaggiato dai turchi del Bursa BB, in Efeler Ligi, facendo poi nel campionato seguente ritorno in patria, con il Sepahan, mentre nell'annata 2022-23 difende i colori del Shahdab Yazd, vincendo lo scudetto.
Torna all'estero nella stagione 2023-24, accasandosi nella Divizia A1 rumena, ingaggiato dal Rapid Bucarest e coi cui si aggiudica la Coppa di Romania, venendo premiato anche come MVP.

### Nazionale
Con la nazionale iraniana vince tre campionati asiatici e oceaniani e ottiene la medaglia di bronzo alla Grand Champions Cup 2017.

## Palmarès

### Club
- Coppa Italia: 1

2019-20
- Coppa di Romania: 1

2023-24
- Campionato mondiale per club: 1

2019

### Nazionale (competizioni minori)
- Campionato asiatico e oceaniano under 18 2008
- Campionato mondiale under 19 2009
- Giochi asiatici 2014
- Giochi asiatici 2018

### Premi individuali
- 2011 - Campionato mondiale under 21: Miglior servizio
- 2013 - Campionato asiatico e oceaniano: Miglior schiacciatore
- 2019 - Campionato asiatico e oceaniano: Miglior opposto
- 2023 - Super League: MVP
- 2024 - Coppa di Romania: MVP